# Zbigniew Mikołajów
Zbigniew Marian Mikołajów (ur. 11 lutego 1953) – polski piłkarz, napastnik.
W reprezentacji Polski debiutował w rozegranym 17 lutego 1980 spotkaniu z Marokiem, ostatni raz zagrał kilkanaście dni później. Łącznie w biało-czerwonych barwach rozegrał 3 spotkania. Był wówczas piłkarzem Zagłębie Sosnowiec, grał także w AKS Niwka z tego miasta.